# Ара Векија (Кампобасо)
Ара Векија је насеље у Италији у округу Кампобасо, региону Молизе.
Према процени из 2011. у насељу је живело 15 становника. Насеље се налази на надморској висини од 473 м.